# Біовичино Село
Біовичино Село (хорв. Biovičino Selo) — населений пункт у Хорватії, у Шибеницько-Книнській жупанії у складі громади Кистанє.

## Населення
Населення за даними перепису 2011 року становило 223 осіб.
Динаміка чисельності населення поселення:

## Клімат
Середня річна температура становить 13,46 °C, середня максимальна – 28,45 °C, а середня мінімальна – -1,26 °C. Середня річна кількість опадів – 909 мм.
| Клімат поселення                              | Клімат поселення | Клімат поселення | Клімат поселення | Клімат поселення | Клімат поселення | Клімат поселення | Клімат поселення | Клімат поселення | Клімат поселення | Клімат поселення | Клімат поселення | Клімат поселення | Клімат поселення |
| Показник                                      | Січ.             | Лют.             | Бер.             | Квіт.            | Трав.            | Черв.            | Лип.             | Серп.            | Вер.             | Жовт.            | Лист.            | Груд.            |                  |
| Середній максимум, °C                         | 9,80             | 10,89            | 13,86            | 17,25            | 22,07            | 25,96            | 28,45            | 28,10            | 23,59            | 18,80            | 13,34            | 10,35            |                  |
| Середня температура, °C                       | 4,28             | 5,34             | 8,32             | 11,72            | 16,54            | 20,42            | 23,83            | 23,47            | 18,97            | 14,17            | 8,74             | 5,74             |                  |
| Середній мінімум, °C                          | −1,26            | −0,19            | 2,77             | 6,17             | 10,99            | 14,88            | 19,21            | 18,85            | 14,35            | 9,56             | 4,12             | 1,11             |                  |
| Норма опадів, мм                              | 74               | 68               | 73               | 80               | 67               | 65               | 42               | 55               | 88               | 96               | 110              | 91               |                  |
| Середньомісячна швидкість вітру, м/с          | 1.72             | 1.92             | 2.19             | 2.18             | 1.93             | 1.73             | 1.76             | 1.59             | 1.64             | 1.67             | 1.94             | 1.92             |                  |
| Середньомісячна сонячна радіація, кДж/м²·день | 5139             | 7855             | 11491            | 16112            | 20143            | 22433            | 24189            | 21177            | 15730            | 10066            | 5542             | 4402             |                  |
| --------------------------------------------- | ---------------- | ---------------- | ---------------- | ---------------- | ---------------- | ---------------- | ---------------- | ---------------- | ---------------- | ---------------- | ---------------- | ---------------- | ---------------- |
| Джерело:                                      |                  |                  |                  |                  |                  |                  |                  |                  |                  |                  |                  |                  |                  |